# União das Freguesias de Tabuadelo e São Faustino
Die União das Freguesias de Tabuadelo e São Faustino ist eine portugiesische Gemeinde (Freguesia) im Kreis (Concelho) Guimarães, Distrikt Braga, im Nordwesten Portugals.

## Geschichte
Die Gemeinde entstand im Zuge der Gebietsreform vom 29. September 2013 durch die Zusammenlegung der ehemaligen Gemeinden Tabuadelo und São Faustino.
Tabuadelo wurde Sitz der neuen Verwaltung.

## Demographie

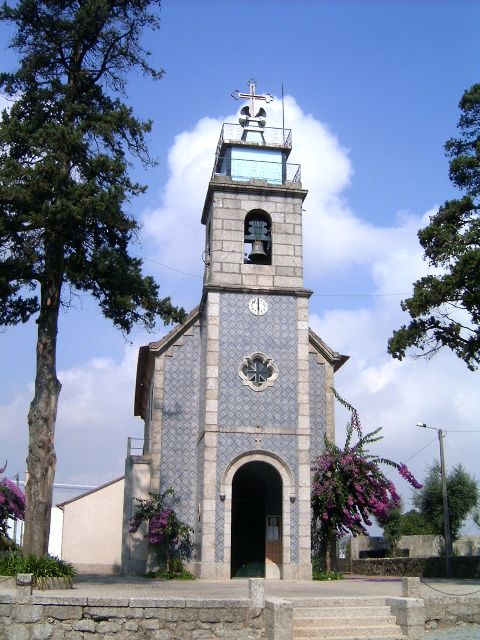
Pfarrkirche von Tabuadelo

| Freguesia | Freguesia                | Freguesia | Freguesia       | ehemalige Freguesias | ehemalige Freguesias | ehemalige Freguesias | ehemalige Freguesias |
| --------- | ------------------------ | --------- | --------------- | -------------------- | -------------------- | -------------------- | -------------------- |
| Wappen    | Freguesia                | Einwohner | Fläche in (km²) | Wappen               | Freguesia            | Einwohner            | Fläche in (km²)      |
|           | Tabuadelo e São Faustino | 2415      | 5,05            |                      | Tabuadelo            | 1562                 | 3,09                 |
|           | Tabuadelo e São Faustino | 2415      | 5,05            | São Faustino         | 998                  | 1,96                 |                      |